# Funtana
Funtana (em italiano:  Fontane) é um município da Croácia, situado no condado da Ístria. Tem 7,94 km² de área e sua população em 2011 foi estimada em 907 habitantes.